# ISO 1
ISO 1 és un estàndard internacional establert per l'Organització Internacional per a l'Estandardització que especifica les condicions estàndard de pressió i temperatura per la dimensió geomètrica i verificació. La temperatura es fixa a 20 °C, que és igual a 293.15 Kelvin i 68 graus Fahrenheit.
Degut a la dilatació tèrmica, la precisió del mesurament de la longitud cal fer (o convertir-se) una temperatura definida. ISO 1 ajuda a comparar les mesures mitjançant la definició d'aquesta temperatura de referència. La temperatura de referència de 20 °C va ser aprovada pel CIPM el 15 d'abril de 1931, i es va convertir en la recomanació ISO número 1 el 1951.

Aviat va reemplaçar altres temperatures de referència a nivell mundial per les mesures de longitud que els fabricants d'equips de precisió havien utilitzat anteriorment, incloent 0 °C, 62 °F, i 25 °C. Entre els motius per triar 20 °C, es tractava d'una temperatura de taller còmoda i pràctica que va donar com a resultat un valor enter en les escales Celsius i Fahrenheit.